# Hyllekrog
Hyllekrog er en næsten fem kilometer lang krumodde  på sydkysten af Lolland, godt 8 km sydøst for Rødbyhavn.  Hyllekrog, der har et areal på ca. 83 hektar, var oprindeligt en ø – den yderste i en række øer, som udgjorde Lollands værn mod havet i syd. Ved inddæmningen i slutningen af 1800-tallet blev disse øer forbundet af dæmninger, undtagen Hyllekrog. Men i 1951 lukkede også  strømløbet mellem Hyllekrog og den vest for liggende landfaste Drummeholm. Oddens langstrakte facon skyldes, at sand, som transporteres langs kysten, konstant aflejres i det lavvandede område og danner en såkaldt krumodde.
Midt på odden står det nedlagte Hyllekrog Fyr, der er åbent for besøg fra 16. juli til 28. februar. Fra fyret, der blev renoveret i 2011, er der en storslået udsigt over Hyllekrog, Saksfjed og Rødsand.
Odden er en del Hyllekrog Vildtreservat, Natura 2000-område 173 Smålandsfarvandet nord for Lolland, Guldborgsund, Bøtø Nor og Hyllekrog-Rødsand, og er både habitatområde, fuglebeskyttelsesområde og ramsarområde samt af en 1150 ha stor naturfredning af Saksfjed Inddæmning, Drummeholm og Hyllekrog. Den er også en del af Fugleværnsfondens reservat Saksfjed-Hyllekrog, Sydlolland på 217,4 hektar. Der er adgangsforbud på Hyllekrog 1/3 - 15/7.